# Türksat 1C
Türksat 1C est un satellite de télécommunications turc. 